# Alypia lunata
Alypia lunata är en fjärilsart som beskrevs av Richard Harper Stretch 1872. Alypia lunata ingår i släktet Alypia och familjen nattflyn. Inga underarter finns listade i Catalogue of Life.